# Pantarej
Pantarej és una pel·lícula de drama social polonesa de 1987, escrita i dirigida per Krzysztof Sowiński.

## Argument
Varsòvia a mitjans dels anys vuitanta. Pantarej (Rysiek Sędzimirski) és un drogodependent que, juntament amb el seu amic Zito, es passa els dies vagant per la ciutat i obtenint drogues i estupefaents. Molt sovint, per manca de diners, ho fa falsificant receptes i entrant a les farmàcies. Un dia, quan té gana i no té manera d'aconseguir la mercaderia, irromp a la farmàcia de l'hospital; a l'armari blindat on troba les claus, es troba amb una bossa sencera del medicaments que necessita (morfina etc.). Amaga la mercaderia amb Zito. Tanmateix, Zito pren una sobredosi i mor després d'uns dies a l'hospital. La policia comença a interessar-se seriosament en l'assumpte, i els agents del departament corresponent són perfectament conscients del que passarà quan una quantitat tan gran de drogues potents arribi al mercat. El mateix Pantarej decideix esperar en un centre de rehabilitació, i també vol sincerament deixar l'addicció una vegada més. Tanmateix, quan s'assabenta que tots al centre s'emporten diners de totes maneres i que el seu gerent és injust amb ell, fuig amb la menor Leokadia. Tots dos troben la droga robada. No obstant això, la policia fa temps que segueix el seu rastre. La informació que el seu fill és un drogodependent mata el pare de Pantarej, que encara no ho sap. Una altra víctima dels béns robats és Leokadia, que mor després de descobrir l'amagatall de Pantarej amb drogues i prendre massa dosi. Perseguit per la policia, Pantarej decideix amagar la mercaderia amb un amic distribuïdor, sense saber que ell és confident. Mentre va cap a ell amb mercaderies, drogat, entra en un pas de vianants en un semàfor en vermell i és atropellat mortalment per un cotxe.

## Repartiment
- Paweł Królikowski – Pantarej
- Tomasz Kępiński – Zito
- Zbigniew Bielski – Tinent Drobik
- Mirosława Marcheluk – mare de Pantarej
- Bronisław Pawlik – pare de Pantarej
- Stanisław Jaskułka – Tinent Pogorzelec
- Bronisław Wrocławski – educador del centre
- Ewa Szykulska – mare de Zito
- Wojciech Asiński - germà de Pantrej
- Włodzimierz Adamski – metge
- Katarzyna Pawlak – Àsia
- Marek Cichucki – Volvo
- Michał Szewczyk – fogoner a la sala de calderes
- Remigiusz Dziemianowicz – distribuïdor
- Marek Giedwidź – Leokadia